# Oswald Pirow
Oswald Pirow, né le 14 août 1890 et mort le 11 octobre 1959, est un avocat et un homme politique d'Afrique du Sud, membre du Parti national (et du Parti uni entre 1933 et 1939), député de 1924 à 1929 pour la circonscription du Zoutpansberg  et de 1929 à 1943 pour celle de Gezina, ministre de la justice de 1929 à 1933, ministre des transports de 1933 à 1938 et ministre de la défense de 1933 à 1939 dans les gouvernements du Général James Barry Hertzog. 

## Origines
Fils d'immigrants allemands, Oswald Pirow fait ses études à Potchefstroom dans le Transvaal qu'il complète dans les universités allemandes et britanniques. Diplômé en droit, il exerce la profession d'avocat à Pretoria et devient conseil du Roi en 1925. 
Marié à Else Piel en 1919, il a quatre enfants. 

## Carrière politique
C'est sous l'influence de Tielman Roos, chef important du parti national dans le Transvaal, qu'il entre dans la vie politique. Il se fait élire député en 1924 dans la circonscription du Zoutpansberg contre le ministre Hendrik Mentz mais est battu en 1929 après avoir tenté de défier le chef de l'opposition, Jan Smuts, dans sa circonscription de Standerton. Néanmoins, il entre au gouvernement de James Barry Hertzog et au cabinet en tant que ministre de la justice, succédant alors à Tielman Roos.
En octobre 1929, il rétablit sa légitimité parlementaire en se faisant élire à Gezina lors d'une élection partielle. Il représente cette circonscription jusqu'en 1943. 
Devant la crise internationale résultant de la chute des cours de bourse, Oswald Pirow se fait rapidement l'avocat, au côté de Nicolaas Havenga, de former un gouvernement d'union nationale et de fusionner le Parti national avec le Parti sud-africain de Jan Smuts dans un Parti uni. 
Au sein du cabinet, il est à l'origine l'un des responsables de la création de South African Airways à travers laquelle il voit le moyen d'accroître le rôle de l'Afrique du Sud au sein du continent africain et une voie vers l'établissement d'une république souveraine en Afrique du Sud.  

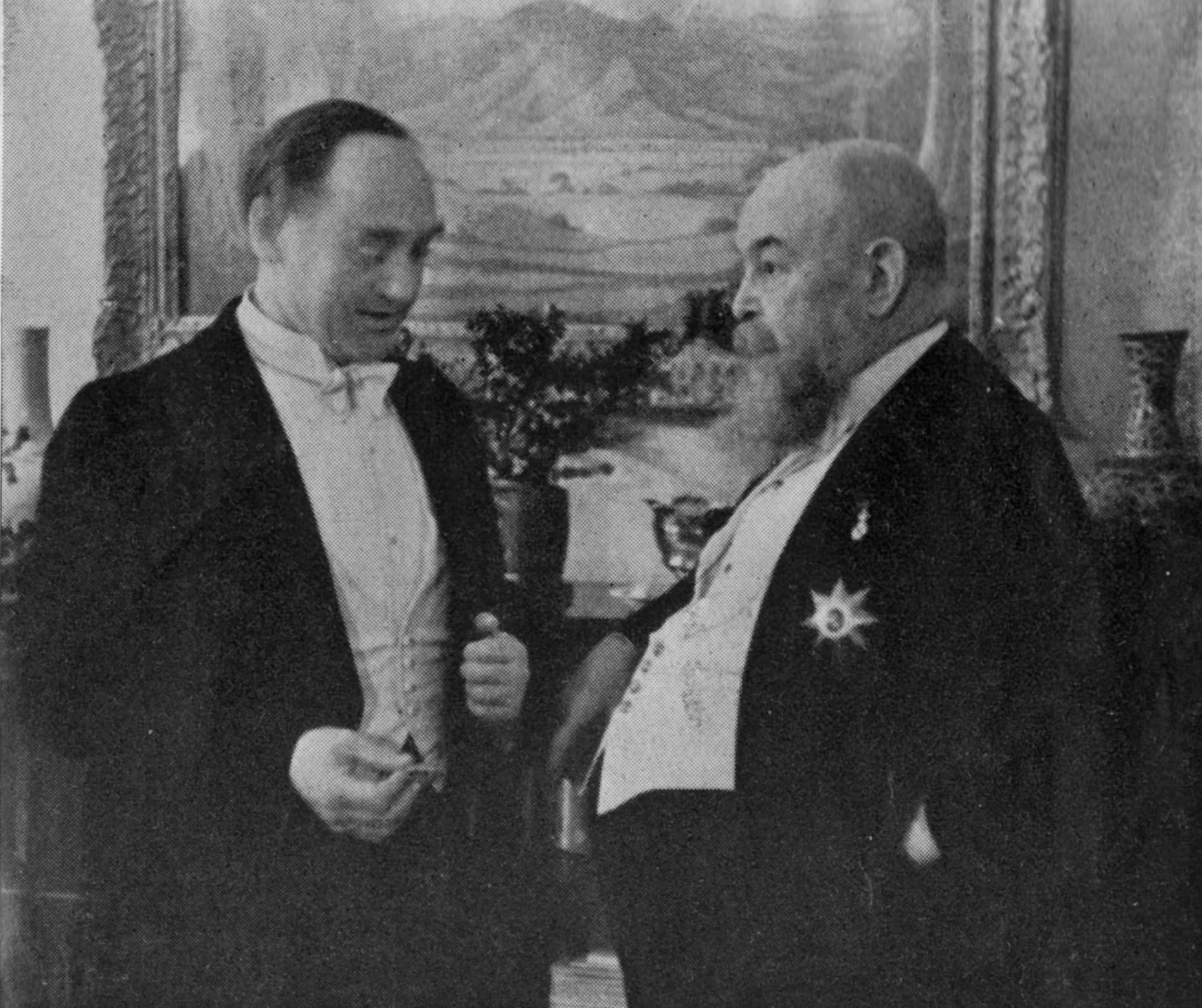
Oswald Pirow (à gauche) et H. P. N. Muller, ancien consul général de l'État libre d'Orange aux Pays-Bas, à La Haye en 1938

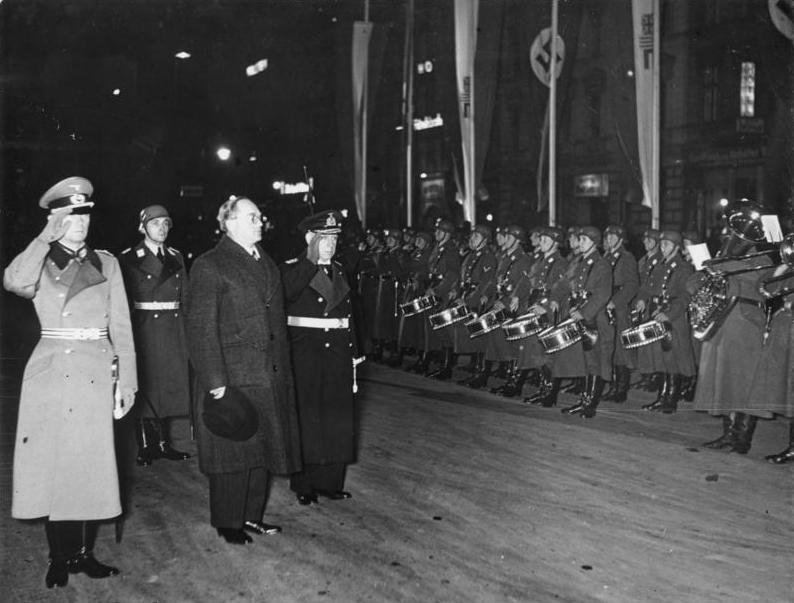
Oswald Pirow, au côté de l'amiral Wilhelm Canaris, en visite à Berlin (novembre 1938)

Oswald Pirow est aussi l'un des plus virulents opposants au communisme et lors de sa campagne électorale à Gezina en 1929, propose d'interdire le Parti communiste d'Afrique du Sud. En 1933, il est envoyé en Europe où en Allemagne, il rencontre Adolf Hitler. Séduit par le nouveau chancelier allemand, il le rencontre de nouveau en 1938, à Berchtesgaden, lors d'une nouvelle tournée européenne. Il a été envoyé en Europe par Jan Smuts afin de convaincre Hitler de « modérer » sa politique envers les juifs et de permettre un accord de non-agression entre Britanniques et Allemands. Pirow a été choisi pour cette mission du fait des sympathies qu'il affirmait envers le national-socialisme, depuis sa visite de 1933. Durant ce voyage, Pirow rencontre également Benito Mussolini, António de Oliveira Salazar et Francisco Franco. Il revient de son voyage, convaincu d'une guerre imminente en Europe et de la victoire nazie. 
Partisan de la neutralité de l'Afrique du Sud dans le conflit européen, Oswald Pirow quitte le gouvernement et le Parti uni, à la fin de l'année 1939, après la mise en minorité du premier ministre James Barry Hertzog. Avec ce dernier et leurs alliés, il rallie le Parti national de Daniel François Malan.
Entre décembre 1940 et mai 1941, un pamphlet rédigé par Pirow, intitulé New Order in South Africa, est réédité à sept reprises. 
Il organise un groupe interne (New Order) au sein du Parti national avec les anciens alliés de James Barry Hertzog et milite pour l'instauration d'un régime fasciste afrikaner en Afrique du Sud. Le groupe New Order reste relativement insignifiant, concurrencé par d'autres mouvements crypto-fascistes comme la "Sentinelle des chars à bœufs" (Ossewa Brandwag).
En mars 1941, Malan, voulant éviter la sectarisation du Parti national entre différents groupuscules idéologiques, oblige les membres du Parti national à choisir entre leur appartenance au Parti et leur appartenance à d'autres mouvements, arguant notamment que 80 % des idées véhiculées par New Order se trouvent dans le programme du Parti National.
En 1942, Pirow et New Order rompent leurs liens avec le Parti national, à la suite de la dénonciation et la condamnation du régime nazi par Daniel François Malan et Johannes Gerhardus Strijdom, le chef du parti au Transvaal. 
Pirow ne se représente pas lors des élections parlementaires de 1943. Tous les candidats de son parti sont d'ailleurs lourdement battus.

## Fin de carrière
Après la chute du Troisième Reich, Pirow se démarque de son affiliation politique pro-nazie et se réclame de l'idéologie de Antonio de Oliveira Salazar et du national-christianisme, abandonnant toute connotation antisémite dans ses discours. Retournant à sa carrière d'avocat, il tente de reconstituer un mouvement politique anticommuniste et antisoviétique avec le fasciste britannique Oswald Mosley mais le projet reste dans les limbes. Il publie cependant quelques livres sur la vie sauvage.
En 1958-1959, Pirow représente la Couronne (l'accusation) lors du procès de la trahison impliquant des membres du Congrès national africain dont Nelson Mandela. Il meurt à la suite de problèmes cardiaques en octobre 1959. Il est incinéré et ses cendres dispersées sur sa propriété de Valhalla près de Pilgrim's Rest dans le Transvaal-oriental.
Le navire de guerre SAS Oswald Pirow a été rebaptisé SAS Rene Sethren en 1997. 